# 皇家海军战列巡洋舰列表

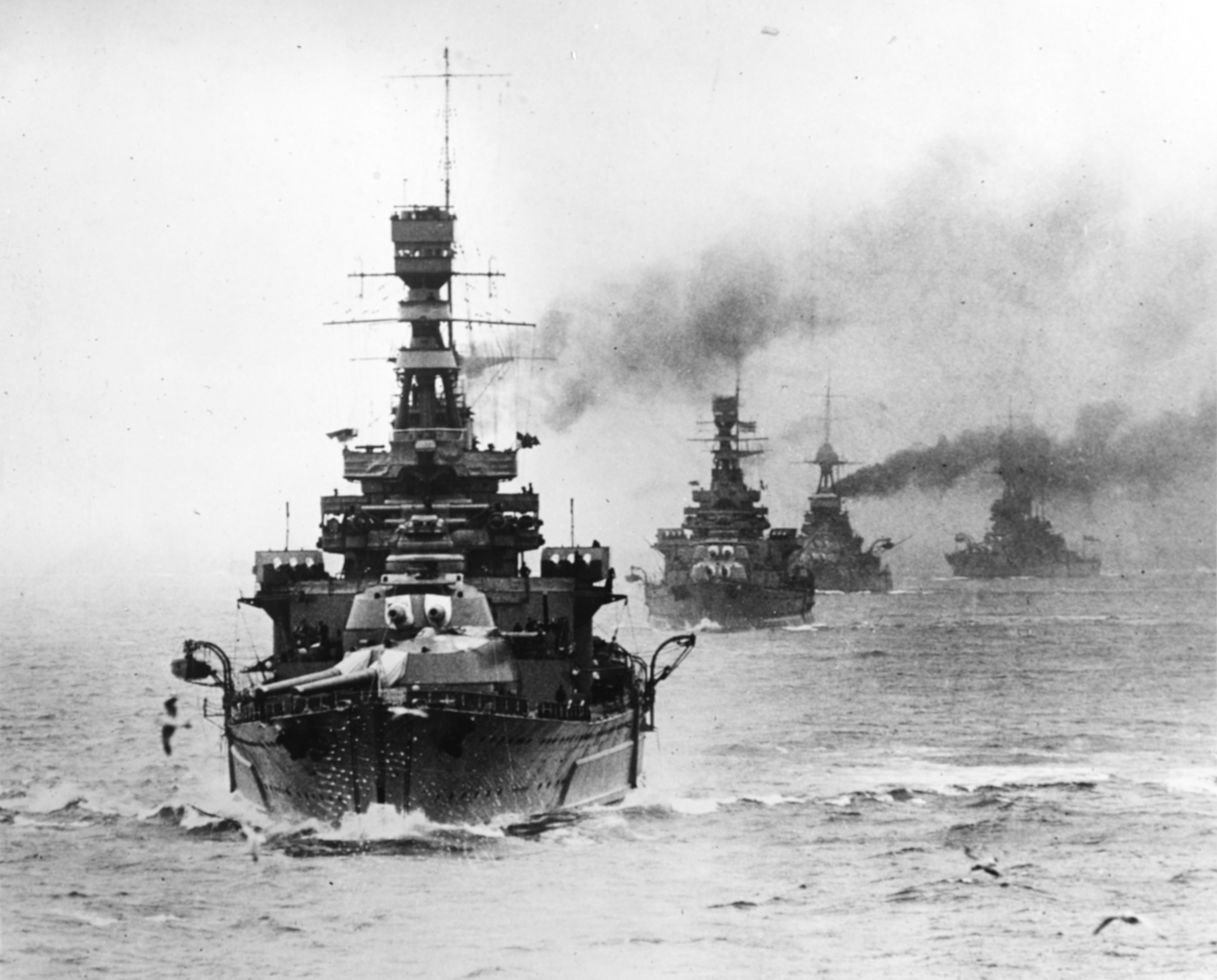
20世纪20年代后期，“反击”号带领“声望”号以及其他主力舰

皇家海军战列巡洋舰列表收录在英国皇家海军内曾建造并服役或规划建造的所有战列巡洋舰。皇家海军曾建造完成17艘战列巡洋舰，分别归属无敌级、不倦级、雄狮级、声望级、勇敢级以及海军上将级等多个舰级。其中的15艘最终在皇家海军麾下舰队服役，另有7艘在完成建造之前就被中止。此外，在这些战列巡洋舰中，有3艘在第一次世界大战结束后被降为预备舰只，并最终改造成最早期的英国皇家海军航空母舰。

## 概述
战列巡洋舰是英国海军上将约翰·费舍尔的创意，他发起建造世界上第一艘“全装重型火炮”（All-Big-Gun）战列舰“无畏”号，也就是后世无畏战列舰的先驱。此后他又设想一种装备战列舰舰炮的新型军舰。这种军舰比战列舰航速更快、排水量更小、装甲也更轻量，是为“战列巡洋舰”（Battlecruiser）。第一批三艘战列巡洋舰——无敌级早在1906年“无畏”号开始建造的时候就已经部署好研制和建造计划。
这种设计理念在行动中最为成功的是战列巡洋舰可以利用她们的高航速追击比自己更小型、防御力更弱的军舰。最好的例证就是在福克兰群岛战役中，尽管多次遭到德军炮击，但英军“无敌”号和“不屈”号还是在自身几乎完好无损的情况下击沉德国装甲巡洋舰“沙恩霍斯特”号和“格奈森瑙”号。但她们在面对装甲更重型的舰只时就不那么顺利，1916年在日德兰海战中接连失去“无敌”号、“不倦”号和“玛丽皇后”号就是明证。此役中，全部这三艘舰只都被德軍战列巡洋舰击沉，而英军舰员未能有效阻止舰上大火蔓延到弹药库从而引发炮塔爆炸，也是造成舰只损失的原因之一。
在第一次世界大战之前建造的战列巡洋舰中，无敌级和不倦级的水线以上装甲厚度为6英寸（152），装备有8门12英寸（305）的舰炮，最高航速为25節（46每小時；29英里每小時）。更先进的战列巡洋舰——两艘雄狮级战列巡洋舰、“玛丽皇后”号以及“虎”号——都装备9英寸（229）厚的水线装甲带，航速超过28節（52每小時；32英里每小時），并配备有8门13.5英寸（343）大炮。1914年底，费舍尔海军上将第二次被任命为第一海务大臣，从此开始声望级和勇敢级的战时建造工程。这些舰级装备有4到6门15英寸（381）舰炮，但是她们的装甲比一般战列舰轻薄，从而换取出色的航速，也使得她们轮番成为当时世界上航速最快的主力舰。“胡德”号战列巡洋舰是在一战进行期间建造完成的，但是根据日德兰海战的经验，该舰经过大量的重新设计，使用更多的装甲，以至于直到战后才完工。
一战结束后，英国计划建造G3级战列巡洋舰，这种战列巡洋舰拥有与当时战列舰同级别的武器和装甲配置，只是在与重装战列舰和航速较慢的战列舰相比时才被分类为战列巡洋舰。由于超过《华盛顿海军条约》的吨位限制，因此最终的建造工程被取消。在最初的9艘战列巡洋舰中，只有“虎”号战列巡洋舰自《华盛顿海军条约》和20世纪30年代后依旧幸存下来。三艘勇敢级战列巡洋舰在20世纪20年代被改装成航空母舰。“却敌”号、“声望”号和“胡德”号在二战中作为战列巡洋舰服役，在两次世界大战之间，这三舰都经历过大规模的改装。“胡德”号在丹麦海峡海战中被击沉，“却敌”号在太平洋战争初期被日军飞机击沉，“声望”号在二战后幸存下来并于1948年拆解。
| 主炮     | 主炮数量和类型                                       |
| 装甲     | 装甲带的最大厚度                                     |
| 排水量   | 作战时舰只满载排水量                                 |
| 推进器   | 传动轴的数量，推进系统的类型、可提供的最高航速和功率 |
| 服役     | 舰只开建和结束建造的日期以及其最终结局               |
| 龙骨敷设 | 开始安放龙骨的日期                                   |
| 下水     | 舰只下水的日期                                       |
| 交付日期 | 舰只交付使用的日期                                   |
| 结局     | 舰只最终结局（例如沉没、拆解）                       |

## 无敌级

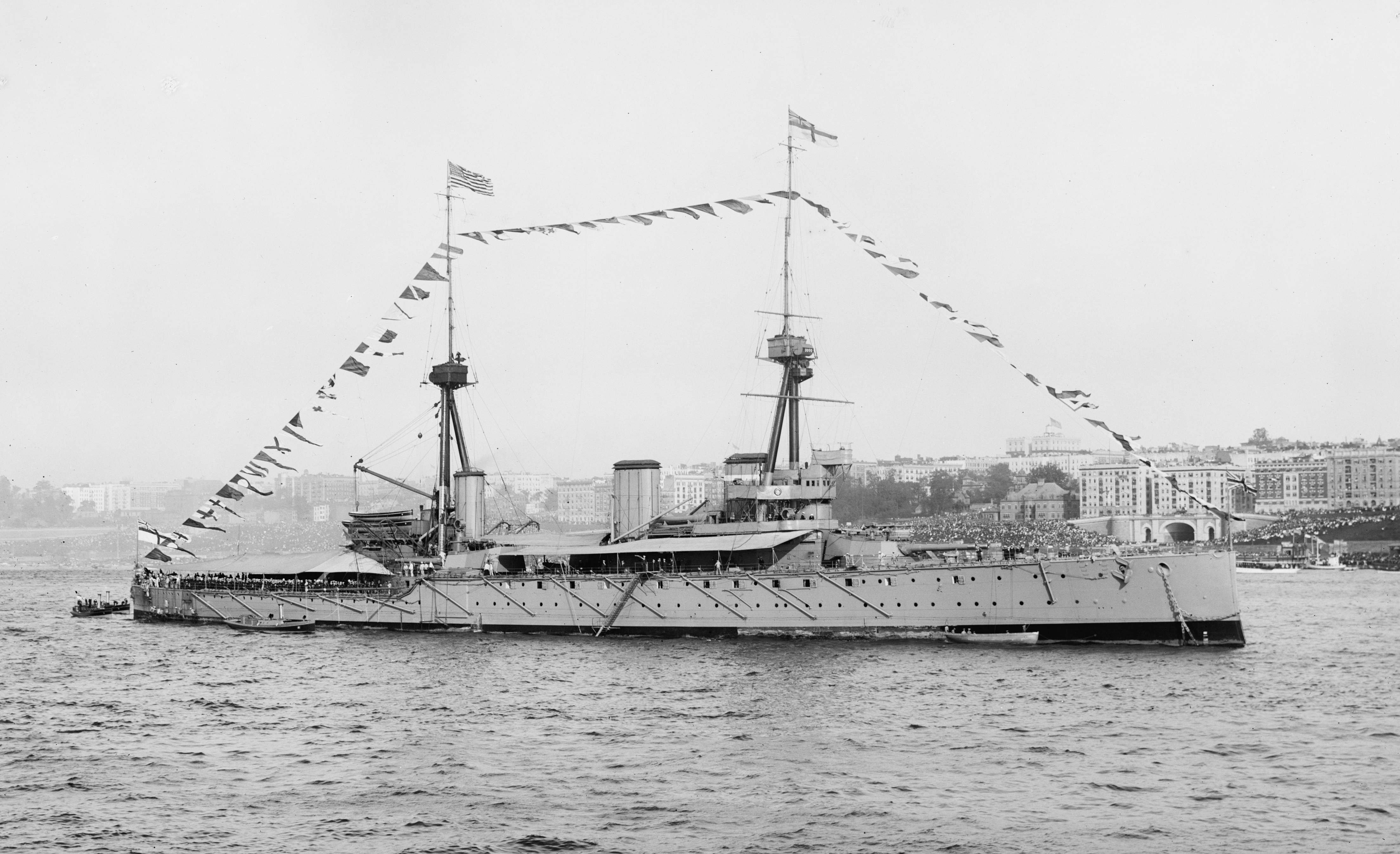
1909年的“不屈”号

无敌级战列巡洋舰是世界上第一艘战列巡洋舰。该舰级设计类似于“无畏”号战列舰，但牺牲部分防护装甲并删除主炮台上的一座炮塔以换取4節（7.4每小時；4.6英里每小時）的航速提升。一战期间，该级舰只中的“不屈”号和“不挠”号参加在地中海追击德国海军“戈本”号和“布雷斯劳”号的行动。不久之后，“不屈”号被召回英国本土。“不挠”号离开达达尼尔海峡，并在1914年剩下的时间里参与封锁德国船只的行动，之后返回英国。1914年底，“无敌”号和“不屈”号被派往南大西洋追捕德国海军东亚分舰队，并在福克兰群岛战役中将敌方摧毁。1915年初，“不挠”号参加北海的第一次多格尔沙洲海战，而“不屈”号则在加里波利海战的开始阶段遭到重创。“不屈”号和“不挠”号两舰组建为第3战列巡洋舰分舰队参加日德兰海战。作为第2战列巡洋舰分舰队旗舰的“无敌”号在战斗中因火炮弹药库爆炸而被摧毁，另外两艘姊妹舰在一战的剩余时间里也因公海舰队活跃度下降而改为执行巡逻任务。她们于1920年前后退役，并于退役两年后出售拆解。
| 舰名                         | 主炮                 | 装甲         | 排水量                   | 推进器                                                                                 | 服役         | 服役          | 服役           | 服役                         |
| 舰名                         | 主炮                 | 装甲         | 排水量                   | 推进器                                                                                 | 龙骨敷设     | 下水          | 交付日期       | 结局                         |
| ---------------------------- | -------------------- | ------------ | ------------------------ | -------------------------------------------------------------------------------------- | ------------ | ------------- | -------------- | ---------------------------- |
| “无敌”号 （HMS Invincible）  | 8门12英寸（305）舰炮 | 6英寸（152） | 20,420長噸（20,748公噸） | 4具螺旋桨，蒸汽轮机， 25節（46每小時；29英里每小時），41,000匹指示馬力（31,000千瓦特） | 1906年4月2日 | 1907年4月13日 | 1909年3月20日  | 1916年在日德兰海战中爆炸沉没 |
| “不屈”号 （HMS Inflexible）  | 8门12英寸（305）舰炮 | 6英寸（152） | 20,420長噸（20,748公噸） | 4具螺旋桨，蒸汽轮机， 25節（46每小時；29英里每小時），41,000匹指示馬力（31,000千瓦特） | 1906年2月5日 | 1907年6月26日 | 1908年10月20日 | 1922年出售拆解               |
| “不挠”号 （HMS Indomitable） | 8门12英寸（305）舰炮 | 6英寸（152） | 20,420長噸（20,748公噸） | 4具螺旋桨，蒸汽轮机， 25節（46每小時；29英里每小時），41,000匹指示馬力（31,000千瓦特） | 1906年3月1日 | 1907年3月16日 | 1908年6月20日  | 1921年出售拆解               |

## 不倦级
不倦级的设计代表着对无敌级战列巡洋舰的适度改造，该级舰只的设计有更高的续航力，并通过延长舰体来改进舰舯部翼炮的跨甲板火力弧。和其前级一样，本级舰只的设计类似于当代无畏舰，但牺牲装甲保护和主炮组中的一个炮塔以换得4节的航速优势。最初“不倦”号是这个舰级中唯一计划建造的一艘，但后来英国军方又建造“澳大利亚”号和“新西兰”号以加强大英帝国各自治领的防御。每个自治领计划购买一艘战列巡洋舰、三艘轻型巡洋舰和六艘驱逐舰以组成“舰队单位”。新西兰同意注资建造一艘战列巡洋舰，并最终选择不倦级的改进设计版，而不是当时皇家海军正在建造的雄狮级战列巡洋舰。

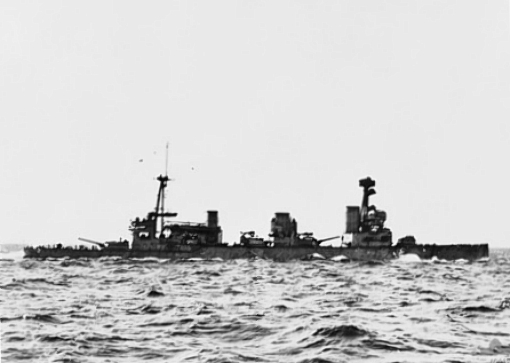
1918年左右，在中央炮塔上方搭载着飞机的“澳大利亚”号或“新西兰”号

整个一战期间，两舰大部分时间都在北海巡逻，并参加这一区域的多次战斗。在这三艘战列巡洋舰中，只有“新西兰”号于一战开始的时候还在英国本土，“澳大利亚”号则已经被澳大利亚皇家海军接收。“不倦”号在地中海参加追击驶往土耳其的德国军舰“戈本”号和“布雷斯劳”号的作战。“新西兰”号参与一些英军在北海的行动，包括第一次赫尔戈兰湾海战和对斯卡伯勒、哈特尔浦以及惠特比的袭击战。此后，“不倦”号和“新西兰”号参加日德兰海战。前者在遭受到德国战列巡洋舰“冯·德·坦恩”号的数轮猛攻之后，因弹药库爆炸而沉没。“新西兰”号在日德兰海战结束之后长期执行巡逻任务，等待德军公海舰队的下一次出现。一战后她承载着约翰·杰利科海军上将访问印度以及其他自治领。1922年，为遵守《华盛顿海军条约》，“新西兰”号被当作废品出售拆解。
| 舰名                           | 主炮                 | 装甲         | 排水量                   | 推进器                                                                                | 服役          | 服役           | 服役           | 服役                              |
| 舰名                           | 主炮                 | 装甲         | 排水量                   | 推进器                                                                                | 龙骨敷设      | 下水           | 交付日期       | 结局                              |
| ------------------------------ | -------------------- | ------------ | ------------------------ | ------------------------------------------------------------------------------------- | ------------- | -------------- | -------------- | --------------------------------- |
| “不倦”号 （HMS Indefatigable） | 8门12英寸（305）舰炮 | 6英寸（152） | 22,430長噸（22,790公噸） | 4具螺旋桨，蒸汽轮机，25節（46每小時；29英里每小時），43,000匹指示馬力（32,000千瓦特） | 1909年2月23日 | 1909年10月28日 | 1911年2月24日  | 1916年5月31日在日德兰海战爆炸沉没 |
| “新西兰”号 （HMS New Zealand） | 8门12英寸（305）舰炮 | 6英寸（152） | 22,430長噸（22,790公噸） | 4具螺旋桨，蒸汽轮机，25節（46每小時；29英里每小時），44,000匹指示馬力（33,000千瓦特） | 1910年6月20日 | 1911年7月1日   | 1912年11月19日 | 1922年12月19日出售拆解            |

## 雄狮级
雄狮级，绰号“辉煌的猫”，在航速、主炮和装甲方面较前级有显著的改善。雄狮级的航速比不倦级更高2節（3.7每小時；2.3英里每小時），老式舰只上的12英寸（305）火炮在雄狮级上则升级为13.5英寸（343），水线装甲带有9英寸（229）厚，相比较而言“不倦”号的水带装甲厚度则是6英寸（152）。这些方面的改进主要是为回应德国建造的第二批战列巡洋舰毛奇级，后者比英国首批战列巡洋舰无敌级的舰体尺寸更巨大，火力也更强。

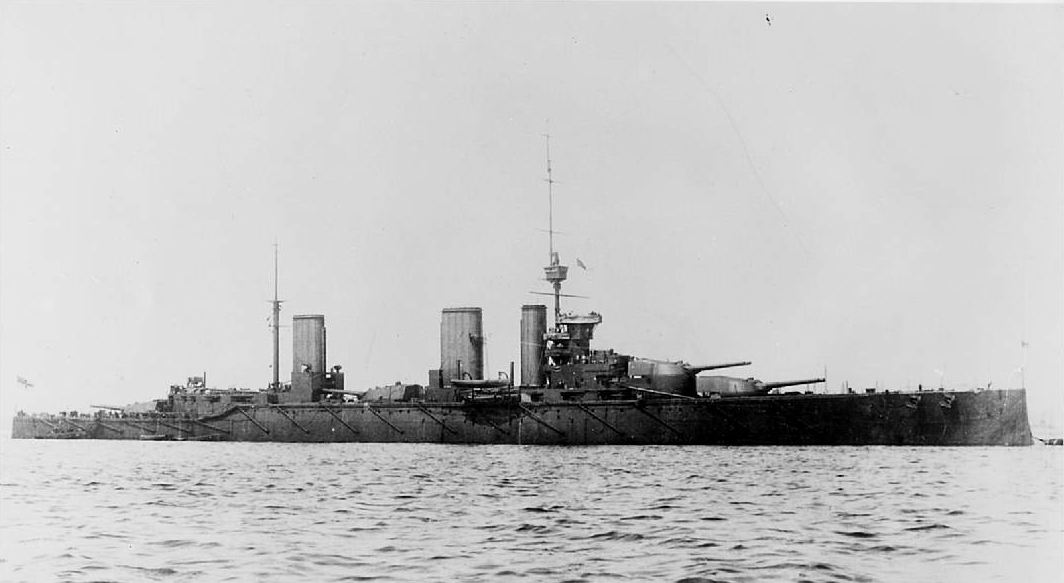
1915年的“雄狮”号

在整个第一次世界大战期间，除去改装和维修，“雄狮”号一直是大舰队的战列巡洋舰舰队旗舰。在第一次赫尔戈兰湾战役中，她击沉德国轻巡洋舰“科隆”号，并在第一次多格尔沙洲海战和日德兰海战中作为贝蒂海军中将的旗舰。在这次战斗中，“雄狮”号由于信号系统受损、锅炉水舱进水导致动力丧失，最终由“不倦”号拖回港口，并花费两个多月的时间进行维修。在日德兰海战期间，该舰被德军舰12发炮弹击中，导致一座炮塔被毁，不得不在数月维修期间将其拆除和重建。修复完成之后，“雄狮”号继续担任分舰队旗舰。
“大公主”号在一战开始一个月后参加第一次赫尔戈兰湾海战，随后被派往加勒比海，以阻止东亚分舰队使用巴拿马运河。当东亚分舰队大部分舰只在福克兰群岛海战中被两艘无敌级战列巡洋舰击败后，“大公主”号重新加入第1战列巡洋舰分舰队。在第一次多格尔沙洲海战期间，该舰仅有几发炮弹命中目标。然而其中一次直接使德国的装甲巡洋舰“布吕歇尔”号瘫痪，并最终使其被英军战列巡洋舰舰队的火力集中打击所击沉。不久之后，“大公主”号成为第1战列巡洋分舰队的旗舰，由海军少将奥斯蒙德·布洛克指挥。在日德兰海战期间，本舰受到中度损伤，并花费一个半月的时间完成修复。
在一战余下的时间里，这两艘战列巡洋舰都在北海负责巡逻任务。在1917年的第二次赫尔戈兰湾海战期间，两舰负责提供远距离掩护。1920年，根据《华盛顿海军条约》的规定，这两艘战列巡洋舰都进入预备役，几年后又作为废品出售拆解。
| 舰名                              | 主炮                   | 装甲         | 排水量                   | 推进器                                                                                | 服役           | 服役          | 服役           | 服役                            |
| 舰名                              | 主炮                   | 装甲         | 排水量                   | 推进器                                                                                | 龙骨敷设       | 下水          | 交付日期       | 结局                            |
| --------------------------------- | ---------------------- | ------------ | ------------------------ | ------------------------------------------------------------------------------------- | -------------- | ------------- | -------------- | ------------------------------- |
| “雄狮”号 （HMS Lion）             | 8门13.5英寸（343）舰炮 | 9英寸（229） | 30,820長噸（31,315公噸） | 4具螺旋桨，蒸汽轮机，28節（52每小時；32英里每小時），73,800匹指示馬力（55,000千瓦特） | 1909年11月29日 | 1910年8月6日  | 1912年6月4日   | 1924年1月31日，作为废品出售拆解 |
| “大公主”号 （HMS Princess Royal） | 8门13.5英寸（343）舰炮 | 9英寸（229） | 30,820長噸（31,315公噸） | 4具螺旋桨，蒸汽轮机，28節（52每小時；32英里每小時），73,800匹指示馬力（55,000千瓦特） | 1910年5月2日   | 1911年4月24日 | 1912年11月14日 | 1923年8月13日起拆解             |

## 玛丽皇后号

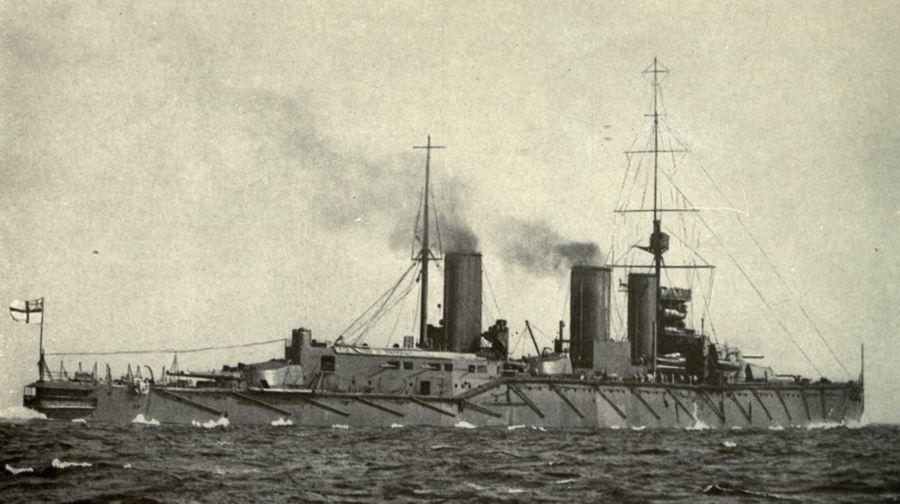
航行中的“玛丽皇后”号

“玛丽皇后”号与雄狮级战列巡洋舰外形相似，但尺寸稍微大一些，也配备更强大的引擎，以此达到与雄狮级相同的航速。她的副炮组得到更好的防护，部分水线装甲也被重新设计。她是一战开始前英军建造完成的最后一艘战列巡洋舰，因此在一战开始后不久，就参加第一次赫尔戈兰湾海战。1914年12月，作为第1战列巡洋舰分舰队的一员，她试图拦截轰炸英格兰北海海岸的德军，但未能成功。她在1915年初的第一次多格尔沙洲海战期间进行改装作业，之后于1916年中期参加一战中一次主要的舰队作战——日德兰海战。“玛丽皇后”号在战斗初期击中德国战列巡洋舰“塞得利茨”号，使得该舰的一座后炮塔被烧毁。“塞德利茨”号后来击毁“玛丽皇后”号的一门主炮。与此同时，德国战列巡洋“德弗林格尔”号在浓雾中失去之前的目标后，转而开始攻击“玛丽皇后”号。在不到10分钟的时间里，“玛丽皇后”号就被命中两发炮弹，随后因引发主炮塔弹药库爆炸而沉没。
| 舰名                            | 主炮                   | 装甲         | 排水量                   | 推进器                                                                                | 服役         | 服役          | 服役          | 服役                            |
| 舰名                            | 主炮                   | 装甲         | 排水量                   | 推进器                                                                                | 龙骨敷设     | 下水          | 交付日期      | 结局                            |
| ------------------------------- | ---------------------- | ------------ | ------------------------ | ------------------------------------------------------------------------------------- | ------------ | ------------- | ------------- | ------------------------------- |
| “玛丽皇后”号 （HMS Queen Mary） | 8门13.5英寸（343）舰炮 | 9英寸（229） | 31,844長噸（32,355公噸） | 4具螺旋桨，蒸汽轮机，28節（52每小時；32英里每小時），75,000匹指示馬力（56,000千瓦特） | 1912年3月6日 | 1912年3月20日 | 1914年10月3日 | 1916年5月在日德兰海战中爆炸沉没 |

## 虎号
在第一次世界大战开始时，“虎”号是皇家海军最重装甲的战列巡洋舰。在一战期间，该舰配属第1战列巡洋舰分舰队，并在1915年初参加第一次多格尔沙洲海战。1916年，她参加日德兰海战，全舰被命中17发炮弹。在一战接下来的时间里，该舰都在北海执行巡逻任务，并在第二次赫尔戈兰湾海战期间负责提供远距离的炮火掩护。

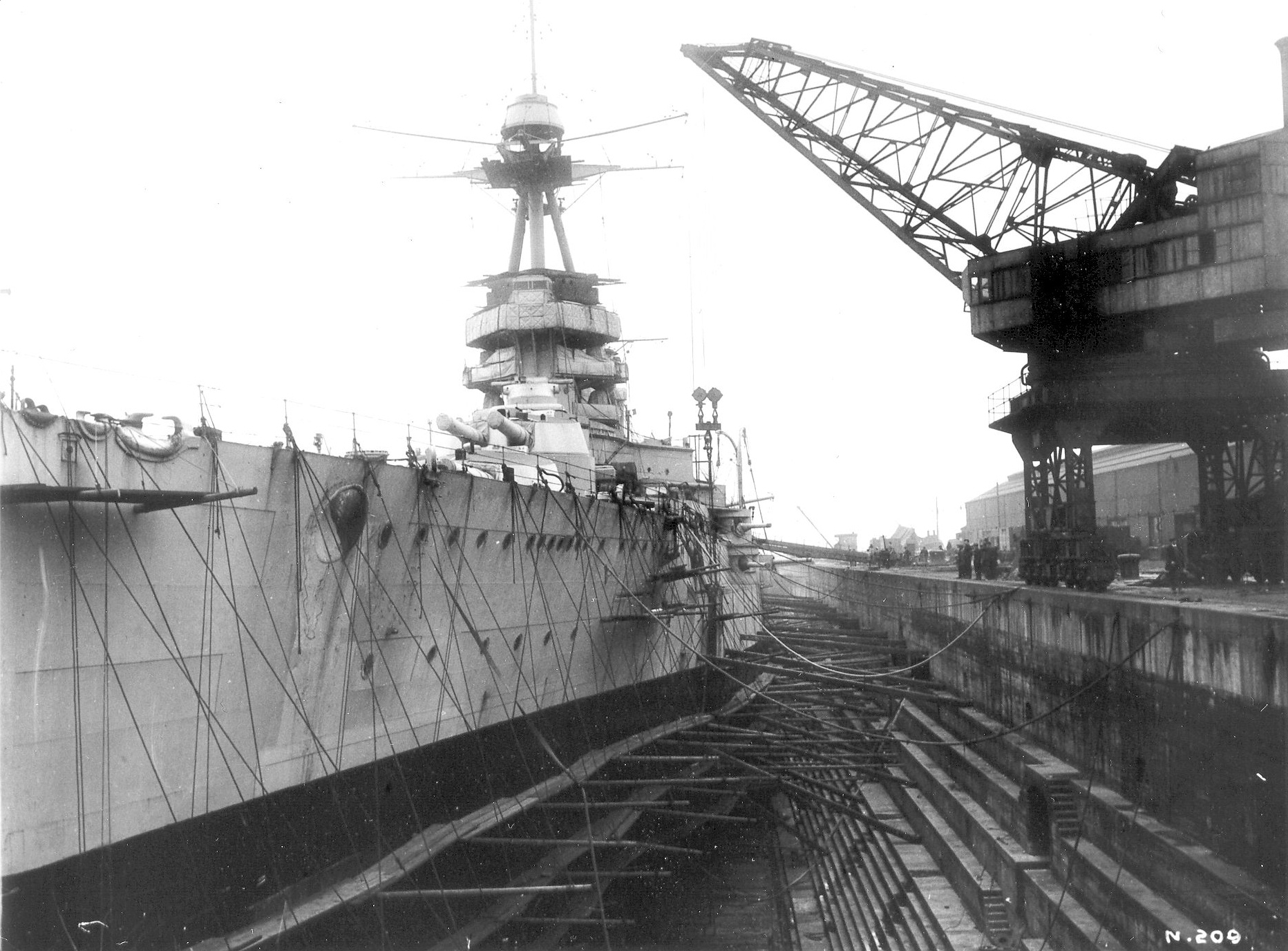
1916年至1917年间在干船坞的“虎”号

1922年《华盛顿海军条约》生效后，“虎”号是皇家海军保留的最古老战列巡洋舰。她于1924年成为一艘炮兵训练舰，并于1929年再次加入战列巡洋舰分舰队。1931年“胡德”号重新服役后，“虎”号退役，并根据1930年《伦敦海军条约》的条款，于1932年作为废品出售拆解。
| 舰名                 | 主炮                   | 装甲         | 排水量                   | 推进器                                                                                | 服役         | 服役           | 服役          | 服役              |
| 舰名                 | 主炮                   | 装甲         | 排水量                   | 推进器                                                                                | 龙骨敷设     | 下水           | 交付日期      | 结局              |
| -------------------- | ---------------------- | ------------ | ------------------------ | ------------------------------------------------------------------------------------- | ------------ | -------------- | ------------- | ----------------- |
| “虎”号 （HMS Tiger） | 8门13.5英寸（343）舰炮 | 9英寸（229） | 33,260長噸（33,794公噸） | 4具螺旋桨，蒸汽轮机，28節（52每小時；32英里每小時），85,000匹指示馬力（63,000千瓦特） | 1912年6月6日 | 1913年12月15日 | 1914年10月3日 | 1932年2月出售拆解 |

## 声望级

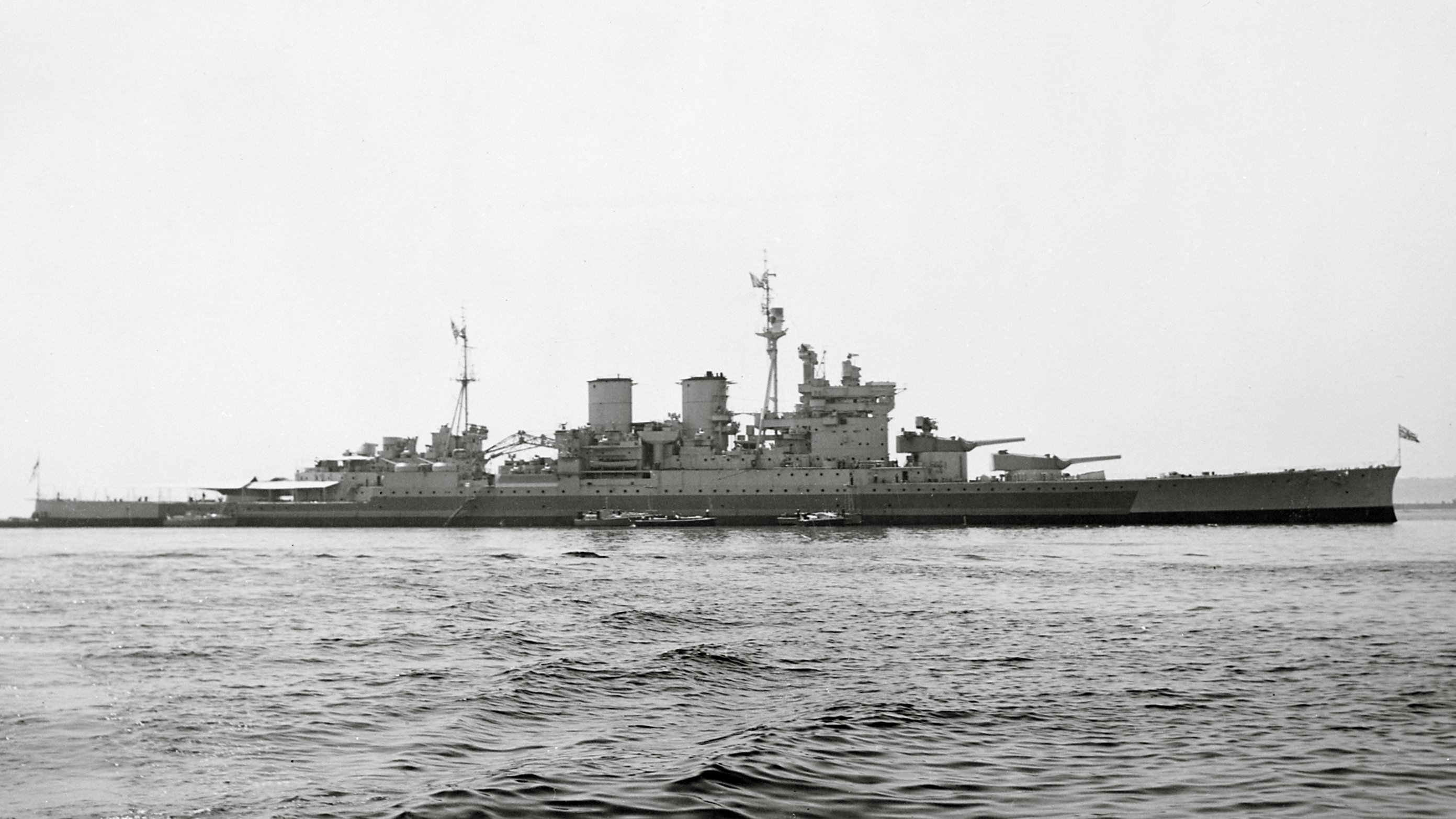
1945年8月时期的“声望”号战列巡洋舰

声望级战列巡洋舰最初是作为复仇级战列舰的改进版本而被设计并建造的。然而一战爆发后，建造工程就因未能及时做好准备而暂停。在海军上将费舍尔勋爵成为第一海军大臣后，获准作为战列巡洋舰重新开始建造并投入使用。海军造舰总监尤斯塔斯·坦尼森·达因科特迅速设计了一个全新的方案，以满足费舍尔的要求，同时建造单位同意在15个月内交付舰只。然而他们并没有完全达成这个雄心勃勃的目标，这些舰只最终在1916年日德兰海战结束之后的几个月才交付使用。这批战列巡洋舰在完工时是世界上航速最快的主力舰。
“反击”号是本级唯一在一战中参加战斗的舰只。1917年该舰曾参加第二次赫尔戈兰湾海战 。两次世界大战之间的时间里，两艘战列巡洋舰都进行两次改建。在20世纪20年代，两舰的装甲防护得到加强，同时其他方面也有较小的改进，而在30年代，两舰都进行更为彻底的重建，尤其是“声望”号。两舰都曾在第二次世界大战期间服役。1939年，两舰参与搜寻德国袖珍战列舰“施佩伯爵将军”号，参加1940年4月至6月的挪威战役。1941年又参加搜寻德国“俾斯麦”号战列舰的行动。1941年12月10日，“反击”号被日本飞机在南海彭亨关丹近海击沉。
“声望”号在1940年和1941年的大部分时间都被派到直布罗陀海军部队护送护航船队，她还参加斯巴提芬托角海战。1942年初，她被短暂地分配到本土舰队，并为几支北极护航队提供掩护，之后被转调回H舰队参与执行“火炬行動”。1943年的大部分时间里，该舰都在改装以及运送温斯顿·丘吉尔和他的工作人员往返于与盟军领导人的各种会议之间。1944年初，“声望”号转属到印度洋的远东舰队，在那里，她支援对印度尼西亚被日本占领的设施和印度洋各岛屿群的多次袭击。1945年初，“声望”号回到本土舰队，并在二战结束后作为预备役。1948年被当作废品出售拆解。
| 舰名                     | 主炮                 | 装甲         | 排水量                   | 推进器                                                                                       | 服役          | 服役         | 服役           | 服役                         |
| 舰名                     | 主炮                 | 装甲         | 排水量                   | 推进器                                                                                       | 龙骨敷设      | 下水         | 交付日期       | 结局                         |
| ------------------------ | -------------------- | ------------ | ------------------------ | -------------------------------------------------------------------------------------------- | ------------- | ------------ | -------------- | ---------------------------- |
| “声望”号 （HMS Renown）  | 6门15英寸（381）舰炮 | 6英寸（152） | 32,220長噸（32,737公噸） | 4具螺旋桨，蒸汽轮机，31.5節（58.3每小時；36.2英里每小時），112,000匹指示馬力（84,000千瓦特） | 1915年1月25日 | 1916年3月4日 | 1916年9月20日  | 1948年8月，作为废品出售拆解  |
| “反击”号 （HMS Repulse） | 6门15英寸（381）舰炮 | 6英寸（152） | 32,220長噸（32,737公噸） | 4具螺旋桨，蒸汽轮机，31.5節（58.3每小時；36.2英里每小時），112,000匹指示馬力（84,000千瓦特） | 1915年1月25日 | 1916年1月8日 | 1916年11月14日 | 1941年12月10日被日本空袭击沉 |

## 勇敢级
勇敢级战列巡洋舰由3艘战列巡洋舰组成。起初被称为“大型轻巡洋舰”（Large Light Cruiser），名义上是为支持海军元帅约翰·费舍尔勋爵的波罗的海沿岸作战行动计划而设计。由于建造计划的保密性，该级舰甚至被称为“嘘嘘巡洋舰”（Hush-hush cruiser）。该舰级的计划旨在针对德国波罗的海沿岸部队进行“打就跑”的突袭战，因此该舰级舰只的设计航速很快，但装甲很薄，且仅有几门重炮。为最大限度地提高航速，勇敢级战列巡洋舰是皇家海军第一批采用齿轮传动蒸汽涡轮机和细管锅炉的主力舰。这使得她们成为当时最快的主力舰，甚至比声望级的船只还要稍快一些。这批舰只的吃水浅，一方面是为使她们能够在波罗的海的浅水区执行任务，另一方面也反映设计者从之前的战争中所获得的经验。
前两艘舰艇，“勇敢”号和“光荣”号，于1917年服役，并在一战期间在北海海域执行巡逻任务。此后参加第二次赫尔戈兰湾海战，一年后公海舰队投降时两舰也在场。姊妹舰|“暴怒”号计划配备一座双联装18英寸（457）舰炮，这在当时是皇家海军舰艇上最大口径的火炮，但在建造过程中进行改装，以起飞甲板和机库代替前炮塔和炮座。在北海执行一系列巡逻任务之后，该舰的后炮塔也被移除，取而代之的是另一座飞行甲板。该舰的舰载机在1918年7月的特讷空袭中袭击德军齐柏林飞艇棚。三艘战列巡洋舰都在一战结束后降为预备役，但在20世纪20年代被改建为航空母舰。“光荣”号和“勇敢”号在第二次世界大战早期战沉，“暴怒”号在1948年被当作废品出售拆解。
| 舰名                        | 主炮                 | 装甲        | 排水量                   | 推进器                                                                                | 服役          | 服役          | 服役           | 服役                                                     |
| 舰名                        | 主炮                 | 装甲        | 排水量                   | 推进器                                                                                | 龙骨敷设      | 下水          | 交付日期       | 结局                                                     |
| --------------------------- | -------------------- | ----------- | ------------------------ | ------------------------------------------------------------------------------------- | ------------- | ------------- | -------------- | -------------------------------------------------------- |

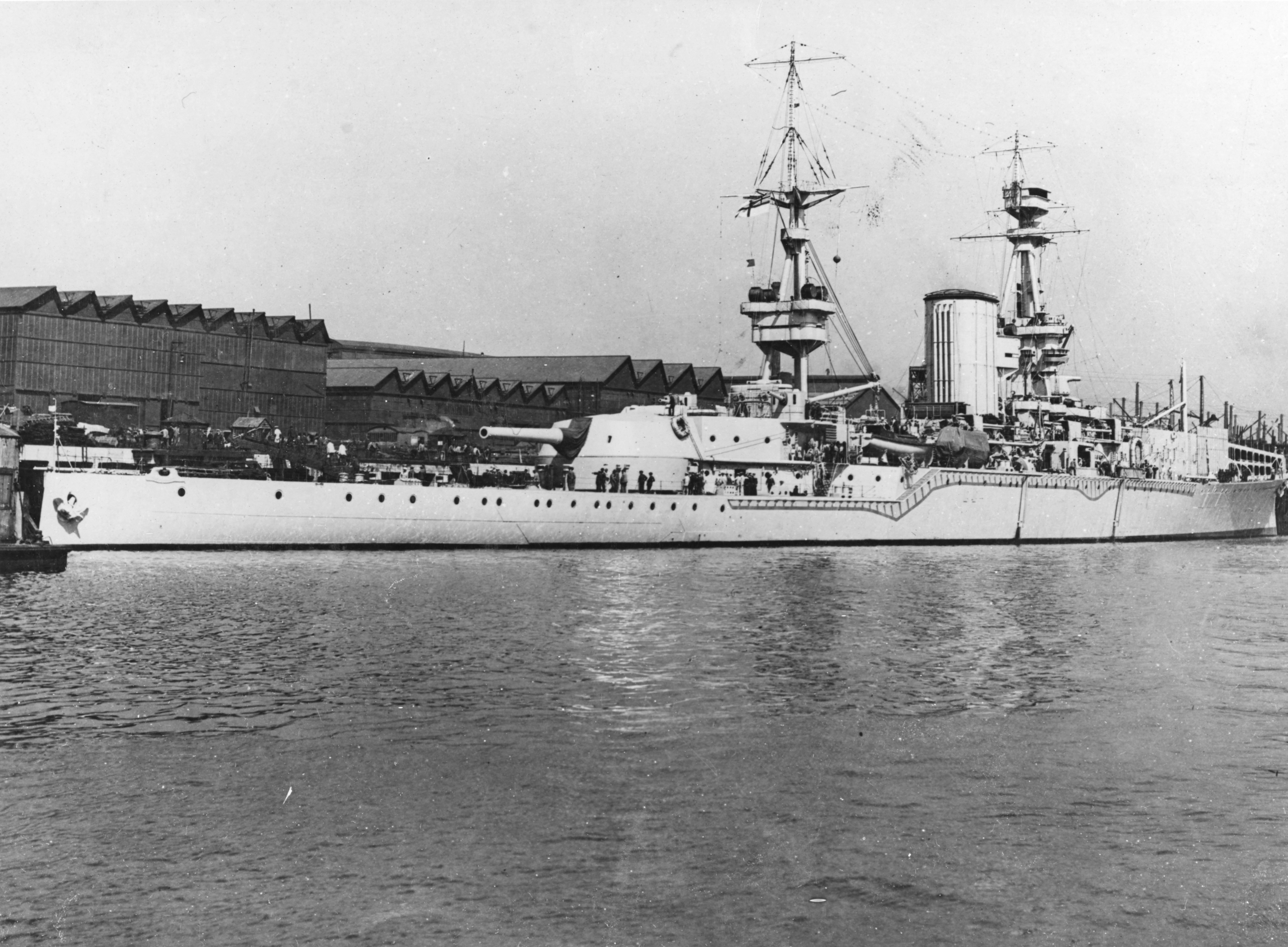
1917年，“暴怒”号初次完工时状态，前部有一个起飞甲板，后部有一座18英寸的炮塔

| “勇敢”号 （HMS Courageous） | 4门15英寸（381）舰炮 | 2英寸（51） | 22,560長噸（22,922公噸） | 4具螺旋桨，蒸汽轮机，32節（59每小時；37英里每小時），90,000匹指示馬力（67,000千瓦特） | 1915年3月28日 | 1916年2月5日  | 1916年10月28日 | 1939年9月17日被德国海军潜艇U-29号击沉                    |
| “光荣”号 （HMS Glorious）   | 4门15英寸（381）舰炮 | 2英寸（51） | 22,560長噸（22,922公噸） | 4具螺旋桨，蒸汽轮机，32節（59每小時；37英里每小時），90,000匹指示馬力（67,000千瓦特） | 1915年5月1日  | 1916年4月20日 | 1916年10月14日 | 1940年6月8日被德国战列舰“沙恩霍斯特”号和“格奈森瑙”号击沉 |
| “暴怒”号 （HMS Furious）    | 2门18英寸（457）舰炮 | 2英寸（51） | 22,890長噸（23,257公噸） | 4具螺旋桨，蒸汽轮机，32節（59每小時；37英里每小時），90,000匹指示馬力（67,000千瓦特） | 1915年6月8日  | 1916年8月15日 | 1917年6月26日  | 1948年3月15日，作为废品出售拆解                          |

## 海军上将级
海军上将级战列巡洋舰原打算作为伊丽莎白女王级战列舰的改进版本，但在大舰队司令、海军上将约翰·杰利科认为不需要更多战列舰之后，被改编为战列巡洋舰。然而此时，德军已经开建一批新式战列巡洋舰，她们比大舰队当时配属的战列巡洋舰尺寸更大。因此海军上将级设计方案被改进以对抗德军新造的战列巡洋舰。这个舰级计划由“胡德”号、“安森”号、“豪”号和“罗德尼”号组成，舰名均出自著名的英国皇家海军上将。由于商船和护航船对材料和劳力有着更高的优先级，后三舰的建造被暂停。吸取日德兰海战的经验教训后，该级的设计案得到大幅更新，但是海军部最终还是决定推翻以往设计案重新开始，所以剩余几艘的建造工程在1919年被取消。

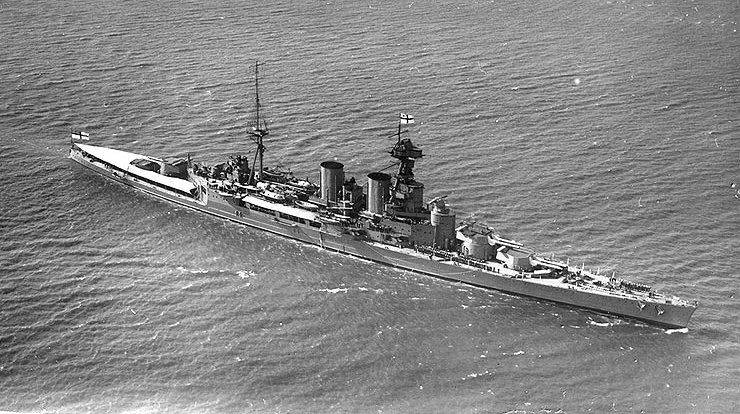
1924年的“胡德”号

然而，“胡德”号的建造作业相当激进，于1920年完工，并立即成为大西洋舰队战列巡洋舰中队的旗舰。1923年至1924年期间，“胡德”号在“却敌”号和多艘达娜厄级轻巡洋舰的陪同下，经由巴拿马运河自西向东环游世界。1937年4月23日，西班牙内战开始后，尽管国民军巡洋舰“塞维拉海军上将”号试图封锁港口，“胡德”号还是护送三艘英国商船进入毕尔巴鄂港。第二次世界大战早期，“胡德”号大部分时间都在巡逻，护送船队并对抗德国的商船突袭活动。作为驻扎在直布罗陀的H舰队的旗舰，她在攻击米尔斯克比尔期间轰炸法国船只。1941年5月，“胡德”号和“威尔士亲王”号战列舰奉命拦截“俾斯麦”号战列舰和重巡洋舰“欧根亲王”号，后两舰当时正试图驶进北大西洋。在随后的丹麦海峡海战中，“胡德”号船尾的弹药库被击中爆炸，开战仅五分钟后就沉没。
| 舰名                      | 主炮                 | 装甲          | 排水量                   | 推进器                                                                                  | 服役           | 服役          | 服役          | 服役                                |
| 舰名                      | 主炮                 | 装甲          | 排水量                   | 推进器                                                                                  | 龙骨敷设       | 下水          | 交付日期      | 结局                                |
| ------------------------- | -------------------- | ------------- | ------------------------ | --------------------------------------------------------------------------------------- | -------------- | ------------- | ------------- | ----------------------------------- |
| “胡德”号 （HMS Hood）     | 8门15英寸（381）舰炮 | 12英寸（305） | 46,680長噸（47,429公噸） | 4具螺旋桨，蒸汽轮机，32節（59每小時；37英里每小時），144,000匹指示馬力（107,000千瓦特） | 1916年9月1日   | 1918年8月22日 | 1920年5月15日 | 1941年5月24日被“俾斯麦”号战列舰击沉 |
| “安森”号 （HMS Anson）    | 8门15英寸（381）舰炮 | 12英寸（305） | 46,680長噸（47,429公噸） | 4具螺旋桨，蒸汽轮机，32節（59每小時；37英里每小時），144,000匹指示馬力（107,000千瓦特） | 1916年11月9日  | 不適用        | 1917年3月暂停 | 1919年2月27日取消                   |
| “豪”号 （HMS Howe）       | 8门15英寸（381）舰炮 | 12英寸（305） | 46,680長噸（47,429公噸） | 4具螺旋桨，蒸汽轮机，32節（59每小時；37英里每小時），144,000匹指示馬力（107,000千瓦特） | 1916年10月16日 | 不適用        | 1917年3月暂停 | 1919年2月27日取消                   |
| “罗德尼”号 （HMS Rodney） | 8门15英寸（381）舰炮 | 12英寸（305） | 46,680長噸（47,429公噸） | 4具螺旋桨，蒸汽轮机，32節（59每小時；37英里每小時），144,000匹指示馬力（107,000千瓦特） | 1916年10月9日  | 不適用        | 1917年3月暂停 | 1919年2月27日取消                   |

## G3级战列巡洋舰
G3级战列巡洋舰的设计是为响应美国和日本的海军扩张计划。这一舰级四艘战列巡洋舰的设计方案比皇家海军当时所有的任何一艘战列舰都更大、更快、装备更全。本级“战列巡洋舰”的命名来自于她们相对于计划中的N3级战列舰而言具有更高的航速、更弱的火力和装甲。G3级可以配置9门16英寸（406）的火炮，预计时速可达32節（59每小時；37英里每小時），而N3级可以装备9门18英寸（457）的火炮，但航速较慢。虽然G3级的官方名称是“战列巡洋舰” ，但她们也被认为是“高速战列舰”。
1921年8月12日，海军部批准G3级的设计方案，订单分别在同年10月和11月下达。但随着华盛顿海军会议商定限制各国战列舰的数量，计划于同年11月份被搁置。1922年2月，《华盛顿海军条约》的正式通过。该条约规定只能建造不超过35,000長噸（36,000公噸）排水量的舰只，因此本级舰的订单被取消。
| 舰名（计划）               | 主炮                 | 装甲          | 排水量                   | 推进器                                                                  | 服役                 | 服役          |
| 舰名（计划）               | 主炮                 | 装甲          | 排水量                   | 推进器                                                                  | 龙骨敷设             | 结局          |
| -------------------------- | -------------------- | ------------- | ------------------------ | ----------------------------------------------------------------------- | -------------------- | ------------- |
| “无敌”号 （Invincible）    | 9门16英寸（406）舰炮 | 14英寸（356） | 53,909長噸（54,774公噸） | 4具螺旋桨，蒸汽轮机，18座亚罗式细管锅炉，31節（57每小時；36英里每小時） | 1921年10月26日下订单 | 1922年2月取消 |
| “不屈”号 （Indomitable）   | 9门16英寸（406）舰炮 | 14英寸（356） | 53,909長噸（54,774公噸） | 4具螺旋桨，蒸汽轮机，18座亚罗式细管锅炉，31節（57每小時；36英里每小時） | 1921年10月26日下订单 | 1922年2月取消 |
| “不挠”号 （Inflexible）    | 9门16英寸（406）舰炮 | 14英寸（356） | 53,909長噸（54,774公噸） | 4具螺旋桨，蒸汽轮机，18座亚罗式细管锅炉，31節（57每小時；36英里每小時） | 1921年10月26日下订单 | 1922年2月取消 |
| “不倦”号 （Indefatigable） | 9门16英寸（406）舰炮 | 14英寸（356） | 53,909長噸（54,774公噸） | 4具螺旋桨，蒸汽轮机，18座亚罗式细管锅炉，31節（57每小時；36英里每小時） | 1921年10月26日下订单 | 1922年2月取消 |

## 脚注

### 引文
1. ↑  江泓 & 英国战列舰全史 1906-1914，第2頁
2. ↑  日本海人社 & 世界近代战列舰史，第14頁
3. ↑  江泓 & 英国战列巡洋舰全史，第5頁
4. ↑  日本海人社 & 世界近代战列舰史，第24頁
5. ↑  Roberts，第19–25頁
6. ↑  刘怡，第206頁
7. ↑  Gardiner，第24–25頁
8. ↑  日本海人社 & 世界近代战列舰史，第26頁
9. ↑  罗伯特，第72頁
10. 1 2  江泓 & 英国战列巡洋舰全史，第98頁
11. 1 2 3  日本海人社 & 世界近代战列舰史，第102頁
12. ↑  英军战列巡洋舰 1939-1945，第4頁
13. ↑  Gardiner，第16–17, 24頁
14. ↑  日本海人社 & 世界近代战列舰史，第104頁
15. ↑  刘精香 2013，第394頁
16. ↑  Roberts，第76, 83, 112–113頁
17. ↑  江泓 & 英国战列巡洋舰全史，第170頁
18. 1 2  日本海人社 & 世界近代战列舰史，第106頁
19. 1 2  英军战列巡洋舰 1939-1945，第2頁
20. ↑  王子午，第96頁
21. ↑  Burt 1986，第291–315頁
22. ↑  日本海人社 & 世界近代战列舰史，第110頁
23. ↑  Raven and Roberts，第60–70頁
24. 1 2  江泓 & 英国战列舰全史 1914-1960，第117頁
25. ↑  Raven and Roberts，第90–101頁
26. ↑  Campbell，第64, 67–68, 72頁
27. ↑  Gröner，第ix頁
28. ↑  Roberts，第24-25頁
29. ↑  日本海人社 & 世界近代战列舰史，第50頁
30. ↑  章骞，第28頁
31. 1 2  章骞，第82頁
32. ↑  日本海人社 & 世界近代战列舰史，第53頁
33. ↑  吴良健 2016，第54頁
34. ↑  江泓 & 英国战列舰全史 1906-1914，第81頁
35. ↑  江泓 & 英国战列巡洋舰全史，第9頁
36. ↑  章骞，第60頁
37. 1 2 3 4 5 6 7 8 9 10 11 12  江泓 & 英国战列巡洋舰全史，第11頁
38. ↑  Burt 1986，第48, 50–52, 54–58頁
39. 1 2 3 4 5 6 7 8 9  Roberts，第83頁
40. 1 2 3 4 5  Roberts，第112頁
41. 1 2 3  Roberts，第44頁
42. 1 2 3 4 5 6 7 8 9  Roberts，第76頁
43. 1 2  胡元文 2010，第97頁
44. 1 2  萨苏 & 章骞 2010，第245頁
45. 1 2 3 4 5 6 7 8 9 10 11 12 13 14 15 16 17 18  Roberts，第41頁
46. ↑  胡元文 2010，第96頁
47. 1 2 3 4  Roberts，第122頁
48. ↑  Roberts，第28–29, 31頁
49. ↑  Lambert，第64–67頁
50. ↑  江泓 & 英国战列巡洋舰全史，第14頁
51. ↑  章骞，第630頁
52. ↑  日本海人社 & 世界近代战列舰史，第49頁
53. ↑  Campbell，第18頁
54. ↑  Roberts，第76-77頁
55. 1 2 3 4 5 6  江泓 & 英国战列巡洋舰全史，第40頁
56. ↑  Roberts，第76, 80頁
57. 1 2 3 4 5 6 7 8 9 10  Roberts，第123頁
58. ↑  Gardiner & Gray 1985，第29頁
59. ↑  Roberts，第31–33頁
60. ↑  江泓 & 英国战列舰全史 1906-1914，第162頁
61. 1 2  胡元文 2010，第98頁
62. ↑  Campbell，第29頁
63. ↑  日本海人社 & 德国巡洋舰史，第66頁
64. ↑  胡元文 2010，第98-99頁
65. 1 2  Campbell，第29–32頁
66. ↑  北京未来新世纪教育科学研究所 2006，第54-55頁
67. ↑  日本海人社 & 德国巡洋舰史，第62頁
68. ↑  江泓 & 英国战列舰全史 1906-1914，第143頁
69. ↑  北京未来新世纪教育科学研究所 2006，第51頁
70. ↑  胡元文 2010，第100頁
71. 1 2 3 4  江泓 & 英国战列巡洋舰全史，第78頁
72. ↑  胡元文 2010，第98頁
73. ↑  日本海人社 & 世界近代战列舰史，第52頁.
74. ↑  PPxia (2013)，第22頁.
75. ↑  日本海人社 & 世界近代战列舰史，第54頁
76. ↑  GUNNM，第18頁
77. ↑  Campbell，第34頁
78. ↑  胡元文 2010，第99頁
79. 1 2  Roberts，第45頁
80. 1 2 3  江泓 & 英国战列巡洋舰全史，第96頁
81. ↑  章骞，第15頁
82. 1 2  胡元文 2010，第100頁
83. ↑  Campbell，第40, 42頁
84. ↑  Burt 1986，第220頁
85. ↑  胡元文 2010，第101頁
86. 1 2 3  江泓 & 英国战列巡洋舰全史，第128頁
87. ↑  日本海人社 & 世界近代战列舰史，第98頁
88. ↑  舰船知识 2006.8，第57頁
89. ↑  英国皇家海军战舰设计发展史.卷4，第2頁
90. ↑  英国皇家海军战舰设计发展史.卷4，第4頁
91. ↑  Roberts，第46–47, 59–50頁
92. ↑  Burt (1986)，第291–295, 297頁.
93. ↑  吕贤臣 (2019)，第287頁.
94. ↑  朱鸿飞 (2015)，第71頁.
95. ↑  世界航空航天博览：Ｂ版 2004 06B，第70頁
96. ↑  日本海人社 & 世界近代战列舰史，第186頁
97. 1 2  Burt 1986，第301–302頁
98. 1 2 3  Roberts，第113頁
99. 1 2 3 4  Roberts，第65頁
100. ↑  Roberts，第81頁
101. 1 2 3 4 5 6 7 8 9 10 11 12 13 14 15  Roberts，第63頁
102. 1 2 3 4  英军战列巡洋舰 1939-1945，第5頁
103. ↑  英国航空母舰史，第44頁
104. 1 2  胡元文 2010，第78頁
105. ↑  萨苏 & 章骞 (2010)，第236頁.
106. ↑  Roberts，第50–54頁.
107. 1 2  Burt 1986，第309頁
108. 1 2  萨苏 & 章骞 2010，第237頁
109. 1 2  刘精香 2013，第389頁
110. ↑  萨苏 & 章骞 (2010)，第252-253頁.
111. ↑  郭威 (2007)，第315頁.
112. ↑  Campbell，第67–68頁.
113. ↑  中国海军百科全书编审委员会 1998，第344頁
114. ↑  Burt (1986)，第314–315頁.
115. 1 2 3 4 5  英军战列巡洋舰 1939-1945，第8頁
116. ↑  101种最经典的战舰，第34頁
117. ↑  罗振，第47頁
118. ↑  日本海人社 & 世界近代战列舰史，第94頁
119. ↑  Campbell，第69–72頁
120. ↑  世界近代巡洋舰史，第33頁
121. ↑  Taylor，第172–173, 238–240頁
122. ↑  Burt 1993，第308–313頁
123. 1 2 3  英军战列巡洋舰 1939-1945，第12頁
124. ↑  Roberts，第76, 79頁
125. ↑  百年军舰画集，第41頁
126. ↑  英军战列巡洋舰 1939-1945，第35頁
127. ↑  Raven and Roberts，第75頁
128. ↑  Roberts，第61頁
129. ↑  Raven and Roberts，第90頁
130. ↑  Raven and Roberts，第98, 108頁
131. 1 2 3 4  章骞 2012，第125頁
132. 1 2 3 4  Raven and Roberts，第101頁
133. ↑  章骞 2012，第122頁
134. 1 2  章骞 2012，第123頁
135. ↑  Raven and Roberts，第98頁
136. ↑  Raven and Roberts，第108頁

## 期刊来源
- PPxia; 晗琪. 赵天可 , 编. . 模型世界=Model world Miniatures (北京). 2013, (4): 22–27  [2020-02-22]. ISSN 1008-8016. （原始内容存档于2020-02-21） （中文（中国大陆））.
- GUNNM. . 模型世界=Model world Miniatures (北京). 2013, (4): 18–24  [2020-02-22]. ISSN 1008-8016. （原始内容存档于2021-05-04） （中文（中国大陆））.
- 李麒麟. . 舰船知识. 2006, (8): 57–61  [2020-04-27]. （原始内容存档于2020-04-27） （中文（中国大陆））.
- 唐瑾. . 世界航空航天博览：Ｂ版. 2004, (6B): 70–73  [2020-02-28]. ISSN 1008-0996. （原始内容存档于2020-04-26） （中文（中国大陆））.
- 王子午. . 战舰=Battleships: 2–17.   [2020-04-22]. （原始内容存档于2020-04-27） （中文（中国大陆））.